# Piper amapense
Piper amapense är en pepparväxtart som beskrevs av Truman George Yuncker. Piper amapense ingår i släktet Piper och familjen pepparväxter. Inga underarter finns listade i Catalogue of Life.